# Happy Merchant
Happy Merchant (en español: «Mercader Feliz», también llamado Jew-bwa-ha-ha.gif) es un nombre común para una imagen que representa un estereotipo de varón judío con características exageradas. El «Mercader Feliz» es común en tablones de imágenes como 4chan donde es frecuentemente utilizado en un contexto antisemita.

## Historia
La imagen fue primero creada por el dibujante A. Wyatt Mann (seudónimo que suena a «A white man» («Un hombre blanco») en inglés). En 2015, BuzzFeed sugirió que Mann era en verdad Nick Bougas. La imagen era parte de una viñeta que también incluía un dibujo racista de un hombre negro en la que se leía: «Un mundo sin [judíos] y [negros] sería como un mundo sin [ratas] y [cucarachas]». La viñeta fue originalmente impresa, pero apareció en línea en febrero de 2001.
La imagen del judío que aparecía en la viñeta fue recortada y se empezó para extender en varias comunidades de internet, donde los usuarios empezaron a hacer variaciones de él.

## Descripción
La imagen fue realizada como representación derogatoria de personas judías, empleando muchos estereotipos sobre ellas. Estos incluyen:
- Nariz grande en forma de gancho («nariz judía»).
- Un kipá (sombrero típico judío).
- Sonrisa malévola y manos frotadas para indicar un comportamiento maquinador e intrigante.
- Labios prominentes y dientes semejantes a los de una rata.
- Cabello crespo y barba larga.[3]

## Uso
La imagen es común en comunidades de internet como 4chan, otros «chan» y en otros tablones de imágenes. En 2017, Al Jazeera tuiteó una imagen que incluía la imagen en su cuenta de Twitter de lengua inglesa oficial. El tuit promovía una historia sobre el cambio climático, e insinuó que los judíos estaban detrás del problema. Al Jazeera más tarde eliminó el tuit.
Un estudio publicado por Savvas Zannettou y otros sobre el antisemitismo en línea capturó que este prevalece junto con sus variaciones en el tablero de 4chan /pol/ y Gab. El estudio encontrado que el uso de la imagen en /pol/ quedó en gran parte compatible (con un clímax durante el ataque aéreo de EE. UU. sobre Siria en abril de 2017), mientras que el uso del meme en Gab aumentó después de la Manifestación Unite the Right en agosto de 2017. También determinó que /pol/ influye en la expansión del «Mercader Feliz» a otras plataformas de web como Twitter y Reddit.
El mismo estudio también indicó que el «Mercader Feliz» ha sido incorporado a otros memes comunes del sitio, incluyendo «Pepe the Frog» («La rana Pepe»).